# Anatella flavomaculata
Anatella flavomaculata är en tvåvingeart som beskrevs av Edwards 1925. Anatella flavomaculata ingår i släktet Anatella och familjen svampmyggor. Arten är reproducerande i Sverige. Inga underarter finns listade i Catalogue of Life.